# خانه سید علی مقیمی
خانه سید علی مقیمی  مربوط به دوره قاجار است و در رشت، خیابان مطهری، حاجی‌آباد واقع شده و این اثر در تاریخ ۲۶ آذر ۱۳۵۶ با شمارهٔ ثبت ۱۵۰۷ به‌عنوان یکی از آثار ملی ایران به ثبت رسیده است.